# Stick style
Lo Stick style (letteralmente "Stile bacchetta") è uno stile architettonico americano della fine del XIX secolo, transizione tra il Carpenter Gothic della metà del XIX secolo ed il Queen Anne Style che si evolvette negli anni '90 dell'Ottocento.
Deve il proprio nome dall'uso frequente di intelaiature in legno (in inglese: "stickwork") e per il largo uso di legno.

## Caratteristiche
Lo Stick style è riconoscibile per la presenza di elementi decorativi in legno presenti in facciata e negli interni, in particolare nei soffitti.
Più che le strutture di per sé stesse, nello stile dunque sono rilevanti le decorazioni, che riassemblano elementi di epoca medievale, in particolare dell'architettura Tudor.
Lo stile divenne particolarmente in uso per abitazioni, stazioni ferroviarie, stazioni di salvataggio ed altre strutture di uso pubblico e privato.
Lo Stick style aveva anche numerosi elementi in comune col successivo Queen Anne style diffusosi negli Stati Uniti con soffitti compenetranti e camini di mattoni.
 *** 

### Stick-Eastlake
Stick-Eastlake è una variante direttamente derivata dallo Stick Style che utilizza dettagli architettonici provenienti dall'Eastlake Movement, iniziato da Charles Eastlake su strutture di stile Stick-style puro. Talvolta esso è definito come Vittoriano Stick, ed è comunque una variazione dello stile originario da cui differisce unicamente per la diversa varietà di decorazioni. Ebbe particolarmente fortuna sul finire del XIX secolo.

## Galleria d'immagini

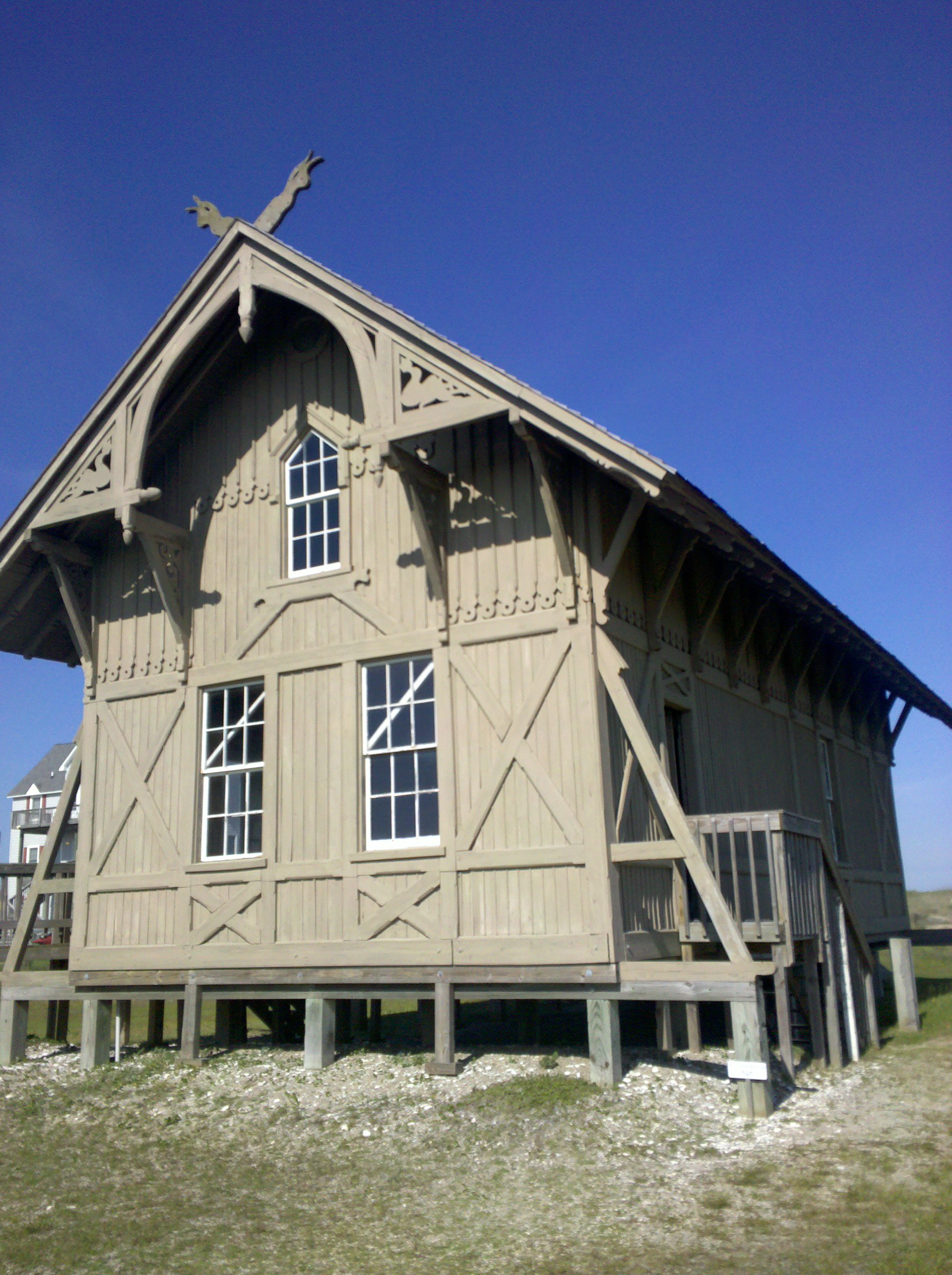
La Chicamacomico Life-Saving Station a Rodanthe (Carolina del Nord), eretta nel 1874. Si notino le imponenti capriate e l'uso di forme verticali
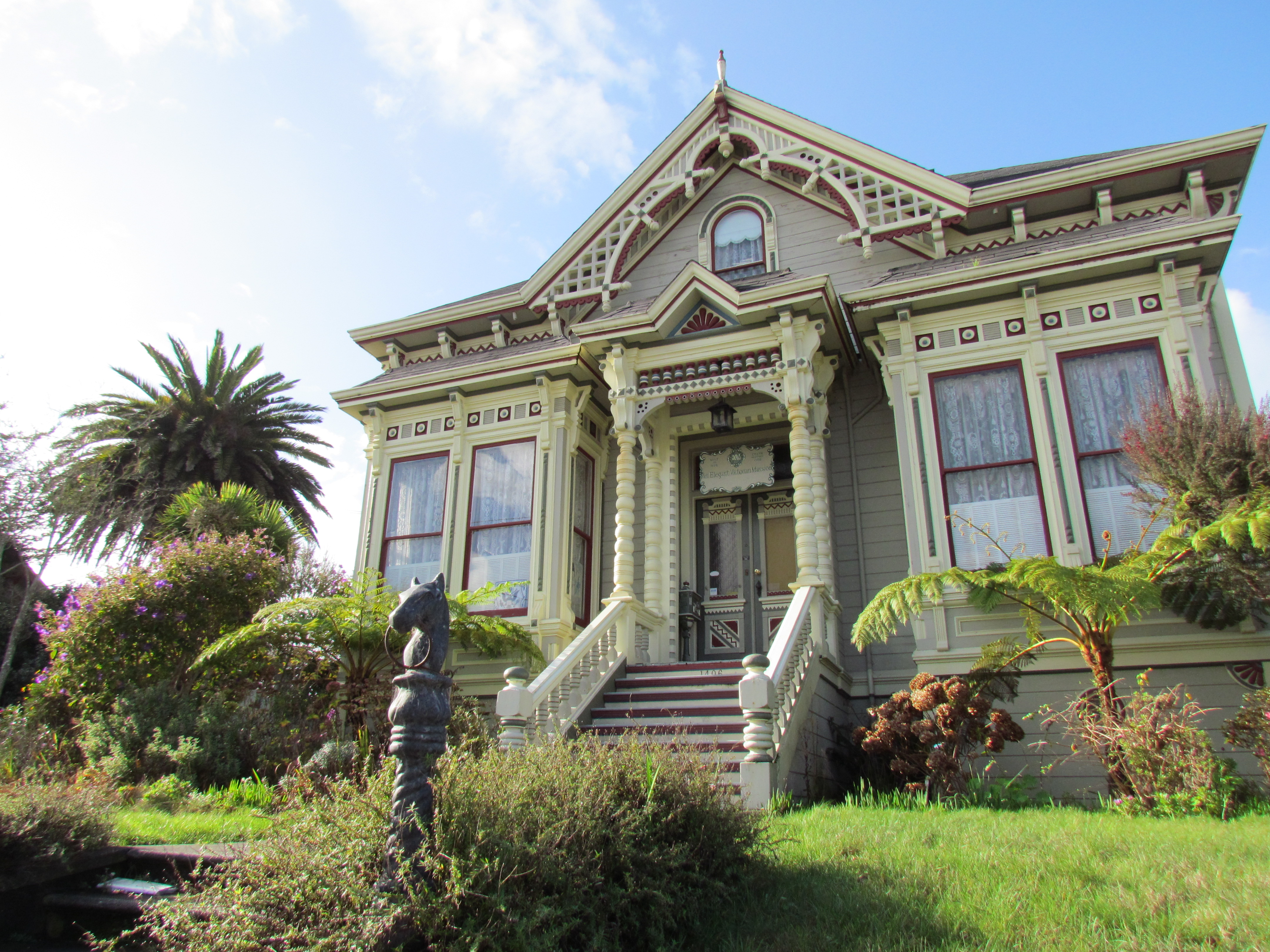
La William S. Clark House, un "cottage" in stile Stick-Eastlake ad Eureka, California
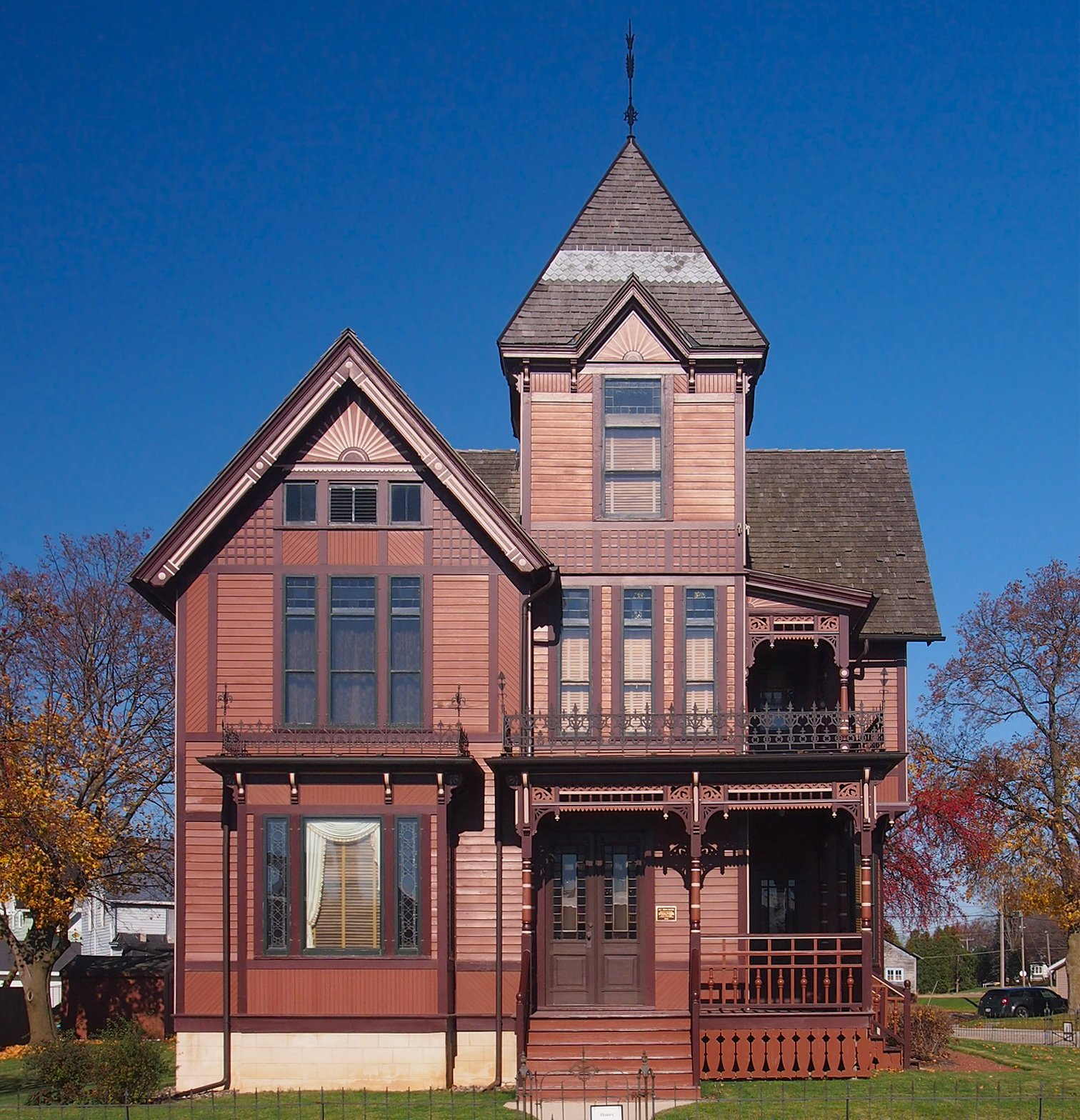
La Herman C. Timm House a New Holstein, Wisconsin, dove si notano gli "stickwork" dipinti in colore diverso per creare contrasto